# Tropidurus guarani
Tropidurus guarani é uma espécie de lagarto da família Tropiduridae. É encontrado no Paraguai e no Brasil. É popularmente conhecido como calango ou lagartixa, assim como várias outras espécies de lagartos de pequeno porte encontradas na região.
Seu epíteto específico foi dado após a língua e cultura Guarani.

## Características
Tropidurus guarani possui uma longa cauda, estrutura achatada e é adaptado para se inserir em fendas de rochas e árvores as quais fazem parte do seu habitat natural. Como forma de se adaptar ao ambiente, utilizam-se de camuflagem e se alimentam de pequenos invertebrados (como grilos, aranhas e principalmente formigas). Sua estrutura flexível e sua pele escamosa e resistente permitem que este caminhe rapidamente pelas superfícies sem se machucar.  Como a maioria dos lagartos, esta espécie também possui a capacidade de desprender sua cauda através da autotomia (palavra que significa "corte voluntário"). É um mecanismo de defesa que permite que o animal fuja de predadores. Quanto mais vezes este processo se repete, a cauda acaba se regenerando menor. Esta espécie possui hábitos diurnos e costuma a sair para tomar sol nas horas mais quentes do dia.

## Distribuição e habitat
Esta espécie é endêmica do Paraguai, também ocorrendo no Brasil, nos estados de Goiás, Mato Grosso e Mato Grosso do Sul.
Habita afloramentos rochosos, sendo encontrado principalmente nas regiões do Chaco, Cerrado e Pantanal. Geralmente é encontrada em meio a pedras quebradas, troncos caídos e fendas de substratos rochosos. Encontrado ativo nas horas mais quentes do dia. Sua dieta é composta principalmente de insetos. Espécie ovípara.